# Khalid Sekkat
Khalid Sekkat (tiếng Ả Rập: خالد سقاط; sinh ngày 12 tháng 5 năm 1984 ở Fes) là một cầu thủ bóng đá người Maroc hiện tại thi đấu cho Wydad Casablanca. Anh cũng thi đấu cho đội tuyển quốc gia Maroc.